# Soldadura por puntos

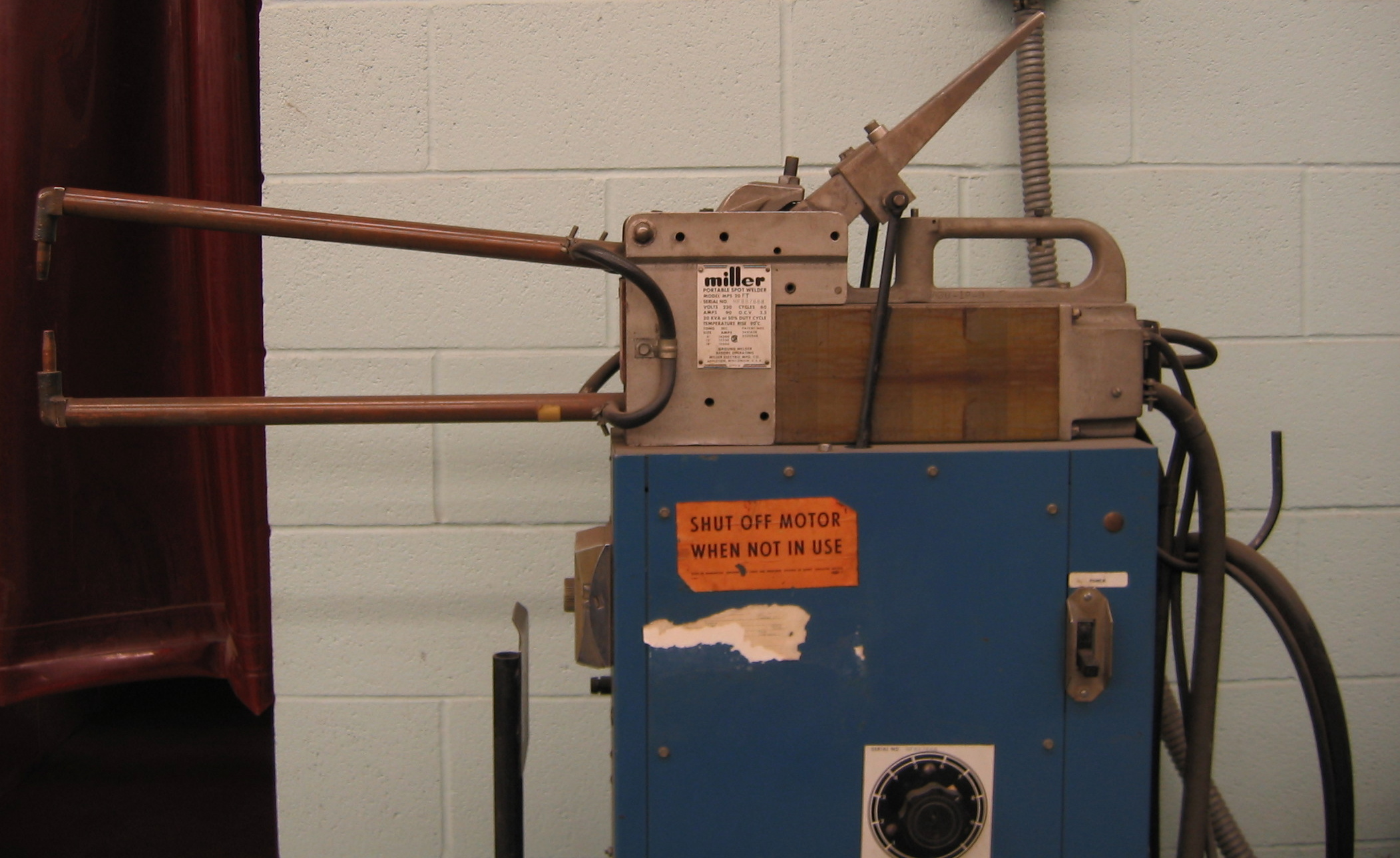
Soldador de punto.

Soldadura por puntos

La soldadura por puntos es un método de soldadura por resistencia que se basa en presión, intensidad y tiempo.
En esta soldadura se calientan una parte de las piezas a soldar por corriente eléctrica a temperaturas próximas a la fusión y se ejerce una presión entre las mismas. Generalmente se destina a la soldadura de chapas o láminas metálicas, aplicable normalmente entre 0,5 mm y 3 mm de espesor. Es conveniente que las dos chapas tengan el mismo grosor 
El soldeo por puntos es el más difícil y complicado de los procedimientos de soldadura por resistencia. Los materiales bases se deben disponer solapados entre electrodos, que se encargan de aplicar secuencialmente la presión y la corriente correspondiente al ciclo produciendo uno o varios puntos de soldadura.

## Características del proceso

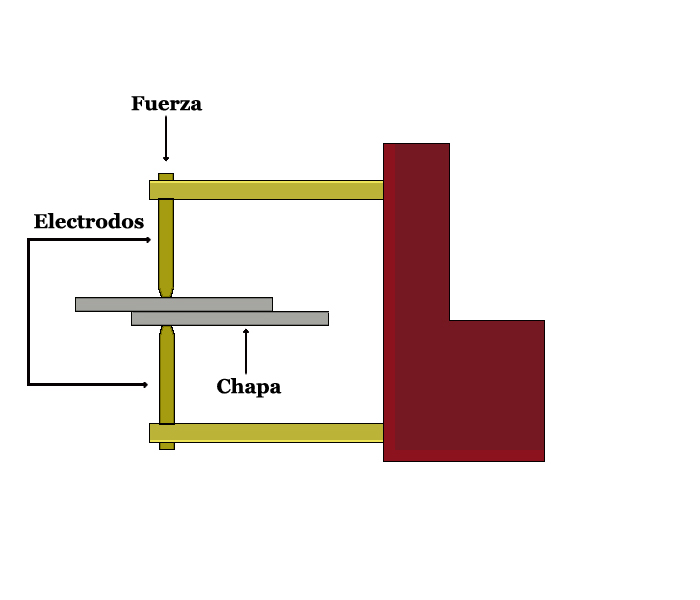
Esquema soldadura por puntos

Es un tipo de soldadura que se cataloga por soldadura sin fusión del metal base a soldar, se considera un proceso en el cual los electrodos utilizados no son consumibles, además no se necesita material de aporte para que se produzca la unión entre las dos piezas, se considera un tipo de soldadura rápida, limpia y fuerte.
El material utilizado de los electrodos es una aleación de cobre con Cd, Cr, Be, W con objeto de que presente una baja resistencia y una elevada oposición a la deformación bajo una presión estando su dureza comprendida entre 130 y 160 HB.
También este tipo de soldadura necesita de un  transformador donde la bobina secundaria suministra un voltaje a los electrodos de 1 V a 10 V y una gran corriente, debido a que generalmente la resistencia de las piezas a soldar es muy baja por tanto la corriente que debe pasar por la zona a soldar debe de ser del orden de los 500 A.

## Proceso de soldadura
El principio de funcionamiento de este proceso consiste en hacer pasar una corriente eléctrica de gran intensidad a través de los metales que se van a unir. Como en la unión de los mismos la resistencia es mayor que en el resto de sus cuerpos, se genera el aumento de la temperatura en juntura, Efecto Joule (Q = I^2 R t).
Donde:
| - Q = Cantidad de calor generado (J) - I = Intensidad de la corriente de la soldadura (A) - R = Resistencia eléctrica de la unión a soldar (Ω) - t = Tiempo durante el cual circula la corriente (s) |

Aprovechando esta energía y con una determinada presión se logra la unión. Solamente se obtienen soldaduras uniformes si las chapas a soldar están limpias, ya que los óxidos superficiales son causa de variaciones en el tamaño y resistencia de los puntos de soldadura. Esto es especialmente cierto en el aluminio. La presencia de óxidos o suciedad puede aumentar diez veces o más la resistencia total entre los puntos de los electrodos. 
La soldadura por resistencia es aplicable a casi todos los metales, excepto, zinc y plomo. Junto con la soldadura MIG-MAG son los dos procesos de soldadura en los cuales existe un mayor nivel de automatización robotizada.

### Parámetros de soldeo
Para este tipo de soldadura se deben de tener en cuenta varios parámetros regulables:
1. Intensidad-tiempo de soldadura
2. Resistencia eléctrica de la unión
3. Presión de apriete
4. Geometría de los electrodos

La intensidad es el factor más influyente en el calentamiento final. Para una soldadura rápida se necesita más intensidad y menos tiempo y viceversa. El parámetro correspondiente a la resistencia eléctrica de la unión, es un parámetro a tener en cuenta, pues influye directamente en la cantidad de calor generado en la soldadura. A mayor conductividad eléctrica menor resistencia al paso de la corriente (Aumento de la intensidad). Los factores que influyen en la resistencia eléctrica son:
- La temperatura, cuyo aumento provoca una disminución de la resistencia.
- La fuerza aplicada a los electrodos, que al aumentar la presión a las piezas a unir, provoca la disminución de las resistencias de contacto.
- El estado superficial de las superficies a unir, su limpieza y la eliminación de rugosidades ocasión menores resistencias de contacto.
- El estado de conservación de los electrodos, cuyo desgaste y deterioro provoca el aumento de las resistencias de contacto con las piezas a unir.
- La presión de apriete, también se considera un parámetro muy importante a tener en cuenta.

Al inicio de la soldadura la presión debe de ser baja, con una resistencia de contacto elevada y calentamiento inicial con intensidad moderada. Esta presión debe de ser suficiente para que las chapas a unir tengan un contacto adecuado y se acoplen entre sí. Iniciada la fusión del punto de la resistencia de contacto es la zona delimitada por los electrodos, la presión debe de ser alta para expulsar los gases incluidos y llevar la forja del punto.
Las presiones excesivamente bajas son consecuencia de una forja deficiente, además de altas resistencias de contacto, produciendo salpicaduras, proyecciones, cráteres y pegaduras. Por el contrario, una presión excesivamente alta puede producir una expulsión del metal fundido y una disminución de la resistencia, además de esto también puede producir, una baja resistencia de contacto, huellas profundas en la chapa, partículas de material del electrodo desprendidas y una deformación plástica de los electrodos.

## Equipo necesario
Los elementos que componen una máquina de soldadura por puntos son los siguientes:
- Sistema de puesta bajo presión de las piezas a unir.
- Transformador eléctrico generador de intensidad.
- Sistema de paro o temporizador.

## Electrodos

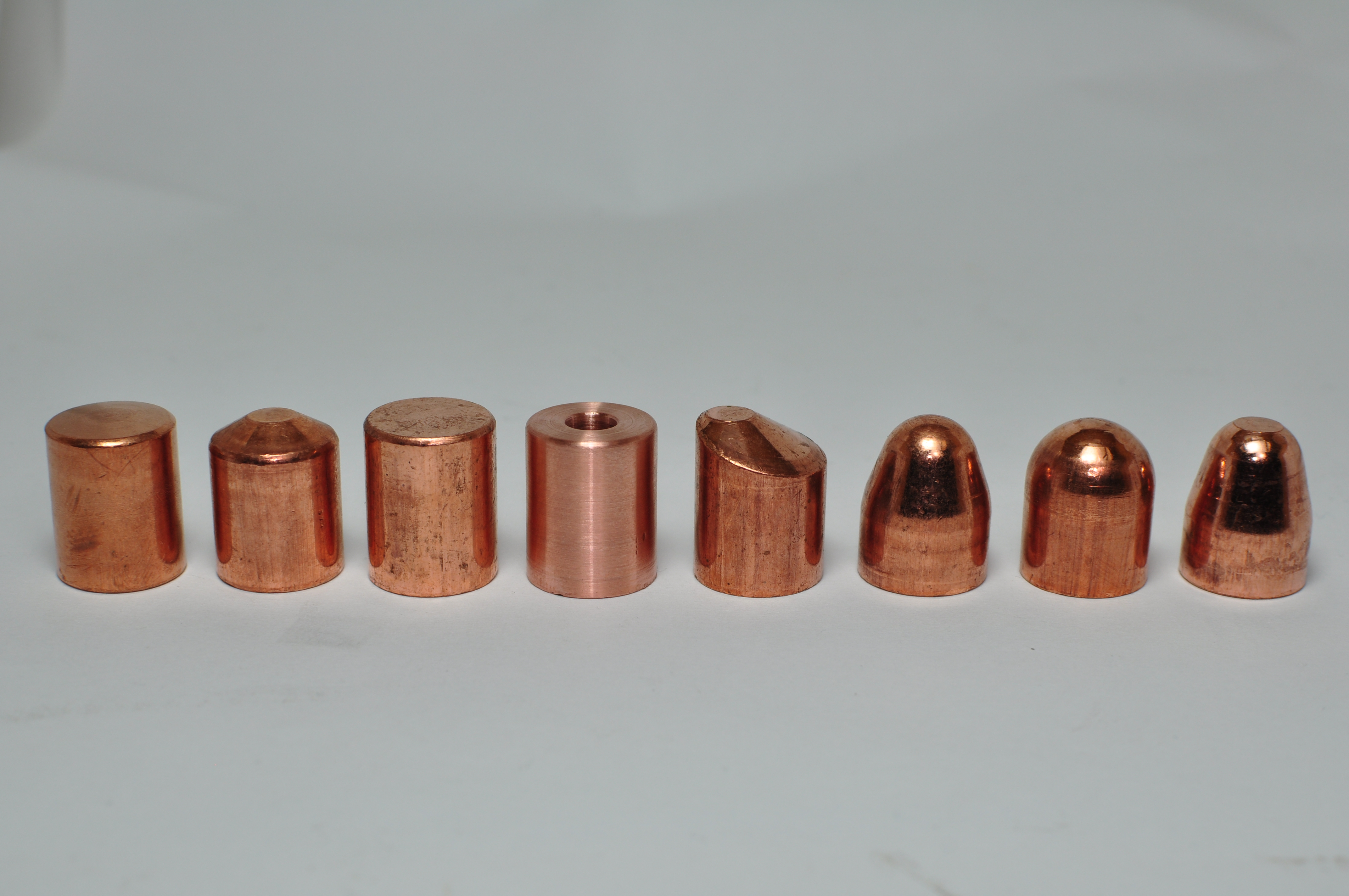
Electrodos

Los electrodos utilizados en soldadura por puntos pueden variar en gran medida dependiendo de la aplicación que vayamos a realizar, cada tipo de electrodo tiene una función diferente.
- Electrodos de radio se utilizan para aplicaciones de alta temperatura.
- Electrodos con una punta truncada se utilizan para altas presiones.
- Electrodos excéntricos se utilizan para soldar esquinas, o para llegar a rincones y espacios pequeños.
- También hay electrodos para poder acceder al interior de la pieza a soldar

## Fases de las soldaduras por puntos
El ciclo de soldeo se puede dividir en varias fases:

El ciclo de soldeo:
t1-POSICIONAMIENTO
t2-SOLDADURA
t3-MANTENIMIENTO+ENFRIAMIENTO

1. TIEMPO DE POSICIONAMIENTO: se ejerce presión sobre los electrodos de tal forma que se consiga la unión de los materiales a soldar.
2. TIEMPO DE SOLDADURA: pasa la corriente eléctrica creando diferencia de potencial entre los electrodos. Se mantiene una presión entre los electrodos durante esta fase, que suele ser mejor que la ejercida en la fase de posicionamiento.
3. TIEMPO DE MANTENIMIENTO (de forja):Después de cortarse la corriente eléctrica, se mantiene una presión entre los electrodos durante esta fase (de forja: se incrementa la presión ejercida después de cortarse la corriente eléctrica).
4. TIEMPO DE ENFRIAMIENTO (de decadencia): se reduce la presión hasta retirar la pieza una vez ya soldada.

### Efectos en los materiales
El proceso de soldadura por puntos tiende a endurecer el material, hacer que se deforme, reducir la resistencia a la fatiga del material, y puede estirar el material. Los efectos físicos de la soldadura por puntos puede crear fisuras internas y grietas en la superficie. Las propiedades químicas afectadas son la resistencia interna del metal y sus propiedades corrosivas.

### Metales soldables
La soldabilidad de los metales y aleaciones depende de su resistencia eléctrica. De acuerdo con este criterio, los diversos materiales pueden agruparse en dos tipos:
- De elevada resistencia eléctrica y baja conductividad térmica, como los aceros, que se sueldan con intensidades relativamente pequeñas y tiempos de paso largos.
- De baja resistividad eléctrica y elevada conductividad térmica, tales como el aluminio y sus aleaciones y las aleaciones de cobre que se sueldan con altas intensidades y tiempos muy cortos.

Los aceros inoxidables al cromo-níquel se sueldan muy bien con una corriente moderada, fuerte presión y un tiempo de soldadura corto y preciso. El níquel y sus aleaciones se sueldan fácilmente con una intensidad muy elevada.
El aluminio, el magnesio y sus aleaciones pueden soldarse a condición de que se emplee una corriente muy intensa durante un tiempo muy corto y se controle rigurosamente la cantidad de energía suministrada.
El latón se suelda más fácilmente que el aluminio aplicando una corriente elevada durante un tiempo corto. El zinc y sus aleaciones son delicadas de soldar por su baja temperatura de fusión. El cobre es imposible de soldar con cobre. En mejor de los casos, la soldadura es muy mala. Las aleaciones rojas y los bronces fósforos se sueldan mejor.
Los metales y las aleaciones de distinta naturaleza son soldables por puntos si forman una aleación y sus temperaturas de fusión no son muy diferentes.

## Soldadura por puntos mediante robot

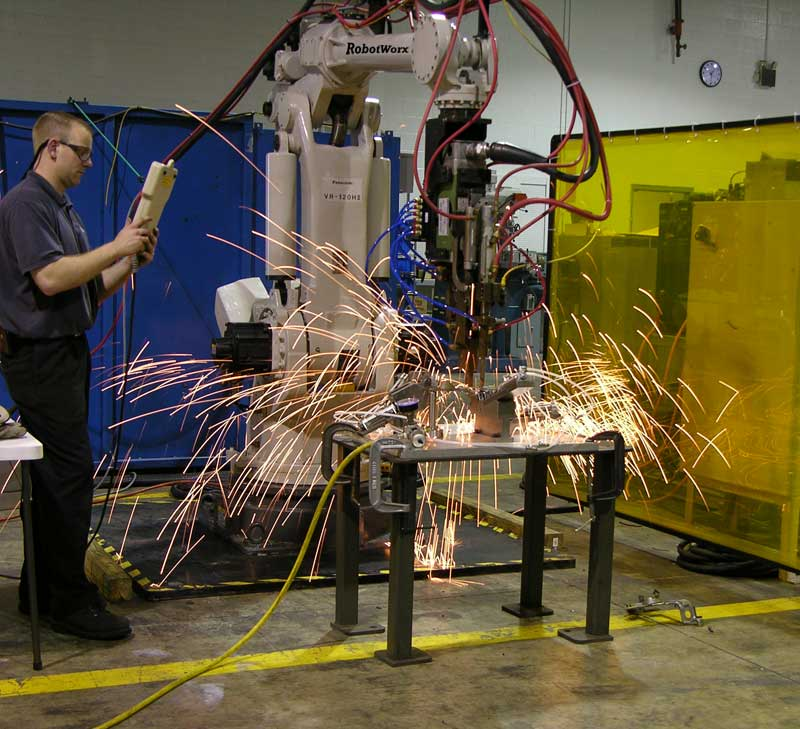
Robot soldadura por puntos

Estamos ante brazos robots manejados mediante ordenador, en la punta del brazo se les añade un sistema de soldadura por puntos, o cualquier otro que queramos utilizar, dependiendo de nuestro producto a soldar. Estos brazos ofrecen máxima precisión y alta velocidad, así como la posibilidad de instalarlos en una línea de montaje con una función programada.

## Aplicaciones
La soldadura por puntos, se utiliza para cualquier tipo de chapa, pero la más importante se encuentra en la producción masiva de automóviles. La soldadura por puntos también se utiliza en la ciencia de la ortodoncia, donde el equipo utilizado es un soldador por puntos pero a pequeña escala ya que cambia el tamaño de metal. Otra aplicación es la unión por correas en la soldadura de pilas.